# 利物浦海事商城
利物浦海事商城（英語：Liverpool - Maritime Mercantile City）曾是英國的一處世界文化遺產。範圍包括了英格蘭港口都市利物浦的街區。包括了码头顶（Pier Head）、阿爾伯特碼頭 （Albert Dock） 、威廉布朗大街（William Brown Street）等利物浦地標在內的六個街區。利物浦海事商城于2004年9月登錄世界文化遺產。在2012年7月26日，由於再開發計劃等理由，利物浦海事商城被列入濒危遺產名單。2021年7月21日被撤銷登錄，從世界遺產名單中删除。

## 地區
利物浦海事商城是由六個獨立的地點組成，每個地點都與利物浦作為貿易港口的歷史和地方特色相關，它總共佔地 136 公頃（340 英畝）

### 码头顶

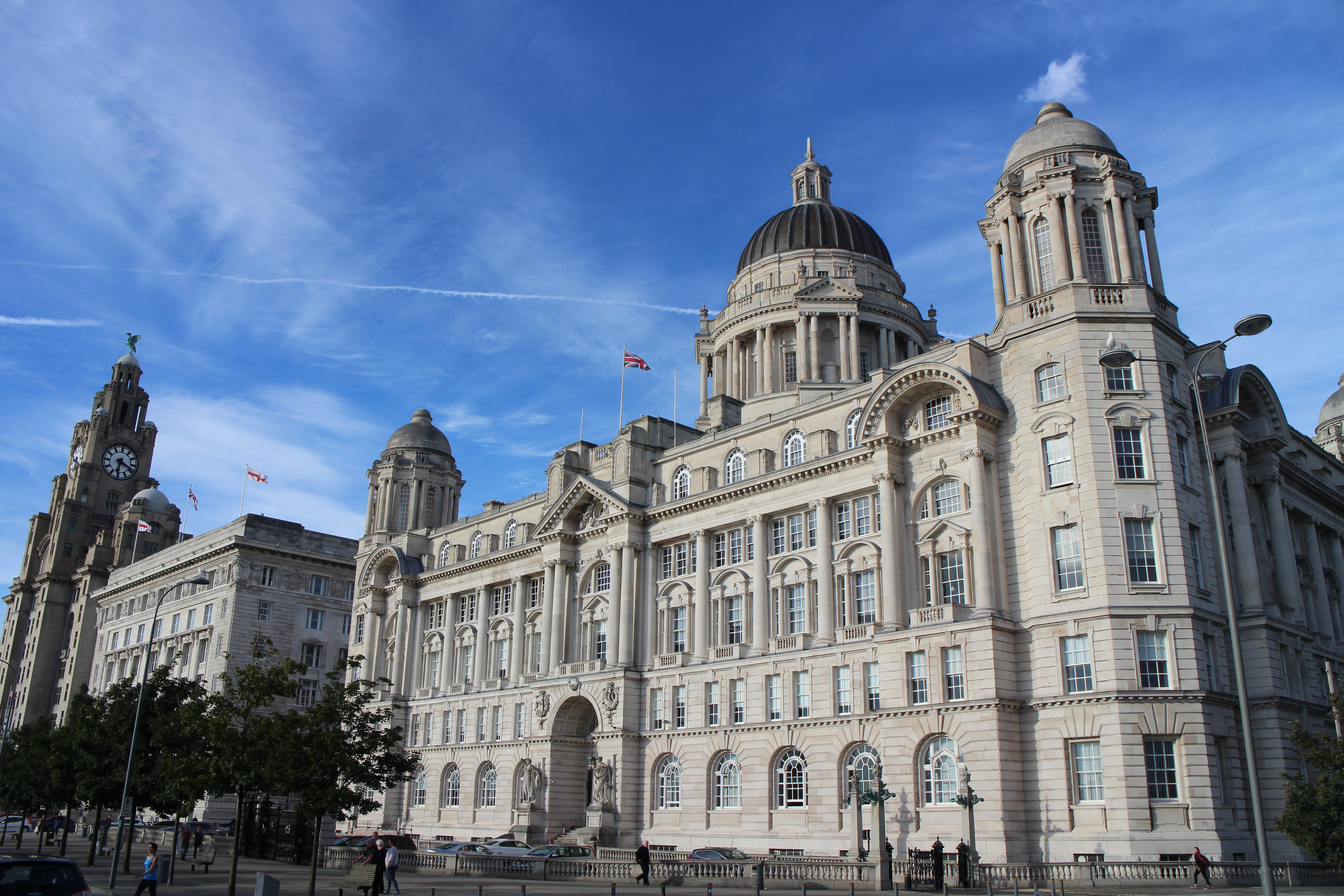
丘納德大廈和利物浦港口大廈。

碼頭頂（英語：Pier Head） 是指利物浦默西河畔的歷史碼頭區，這一帶地區包括了三座地標性建築，分別是皇家利物大廈、丘納德大廈和利物浦港口大廈。這些建築都建於20世紀初期。。
曾列入名單的建築物
- 皇家利物大厦（Royal Liver Building）
- 利物浦港務大廈（Port of Liverpool Building）
- 冠達大廈（Cunard Building）
- 丘納德戰爭紀念碑（Cunard War Memorial）
- 喬治碼頭大樓（George's Dock Ventilation Tower）
- 愛德華七世國王紀念碑（King Edward VII Memorial）
- 阿爾弗雷德·瓊斯爵士紀念碑（Sir Alfred Jones Memorial ）
- 鐵達尼號輪機艙英雄紀念碑 (Titanic Memorial)

### 阿爾伯特碼頭

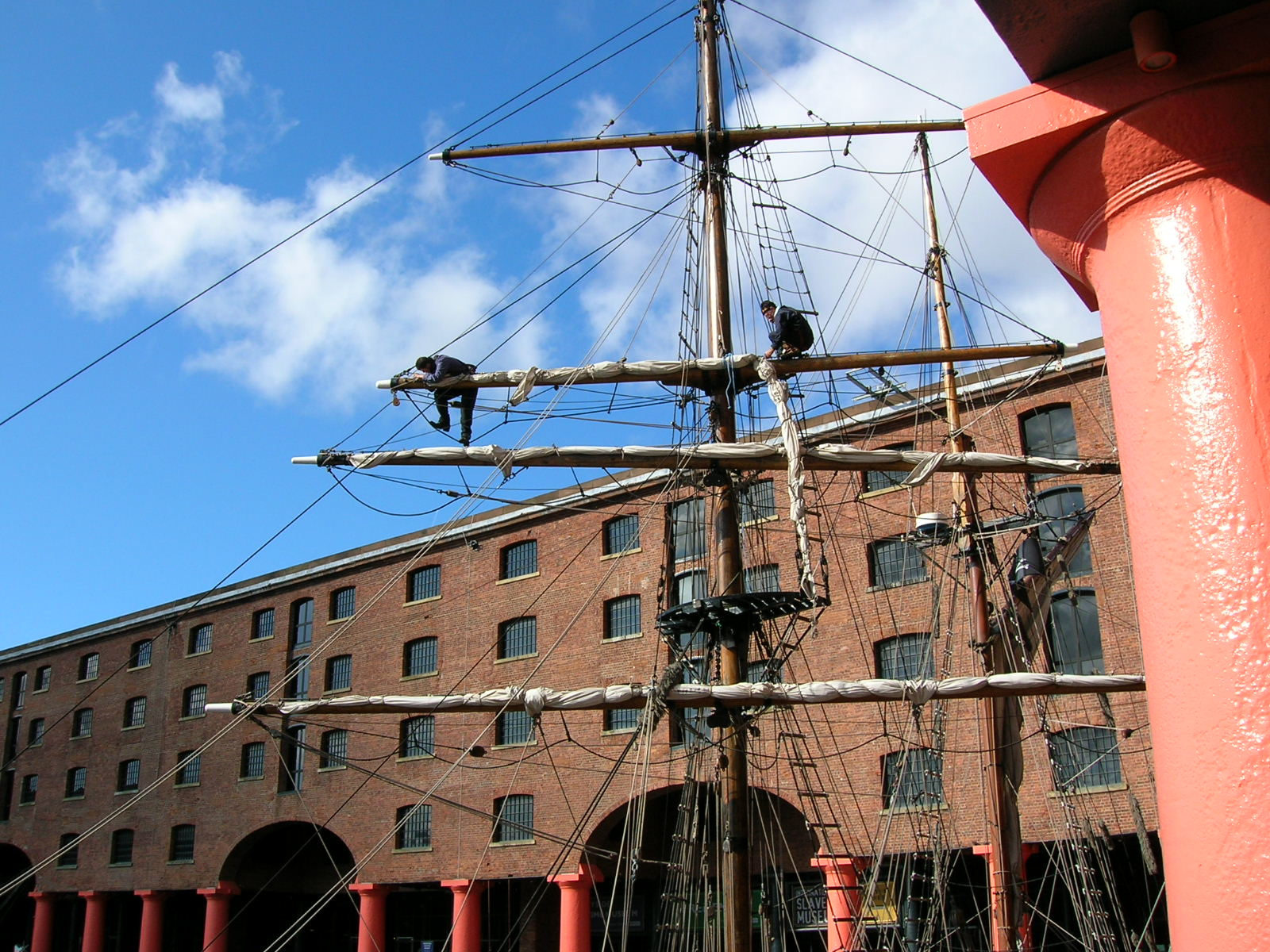
阿爾伯特碼頭一景。

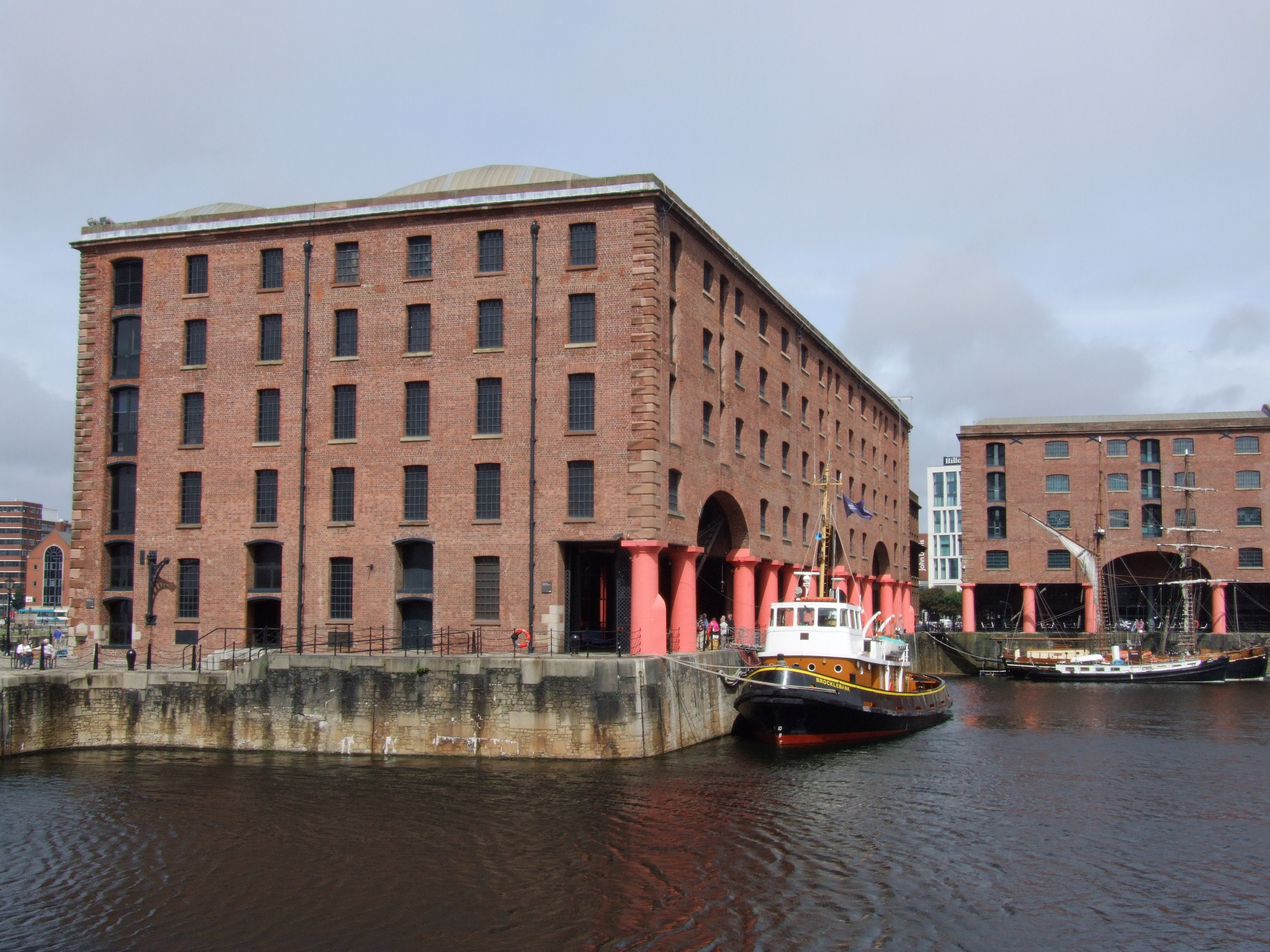
阿爾伯特碼頭倉庫群

阿爾伯特碼頭（英語：Albert Dock）是位於利物浦的一處碼頭和倉庫建築群。碼頭開業於1846年，建築過程中未使用木材，因此是世界上第一批不燃的倉庫建築。二戰期間，碼頭變為海軍基地，現在則為利物浦重要的觀光景點，也是英國最大的一級保護建築群。
曾列入名單的建築物
- 阿爾伯特碼頭倉庫（泰德利物浦）（Albert Dock Warehouses:）：
- 倉庫A – 大西洋館（Atlantic Pavilion）
- 倉庫 B – 大不列顛館 (Britannia Pavilion)
- 倉庫 C – 柱廊（The Colonnades）
- 倉庫 D – 默西塞德郡海事博物館（Merseyside Maritime Museum）
- 倉庫 E – 愛德華亭（Edward Pavilion）
- 碼頭交通辦公室（Dock Traffic Office）
- 包裝倉庫（Wapping Warehouse）
- 東水泵站（Hydraulic Pumping Station East）
- 碼頭主人之家（The Pier Master's House）
- 罐頭碼頭（Canning Dock）
- 罐裝半潮碼頭擋土牆（Canning Half-Tide Dock Retaining Walls）
- 罐頭旱塢（Canning Graving Dock）
- 製桶室（Cooperage）
- 船長室（Dock Master's Office）
- 坎寧島海堤（Canning Island Sea Walls）
- 通往阿爾伯特碼頭的大門碼頭（Gate piers to Albert Dock）
- 坎寧碼頭入口處的三個警衛室（Three Gatemen's Huts at the entrance to Canning Dock）
- 曼島抽水站（Pumping Station, Mann Island）
- 鹽屋碼頭（Salthouse Dock）
- 公爵碼頭（Dukes Dock）
- 阿爾伯特碼頭海堤（Albert Dock Sea Walls）
- 哈特利橋（The Hartley Bridge）
- 雷尼橋（The Rennie Bridge）
- 沃平碼頭液壓塔（Hydraulic Tower at Wapping Dock）
- 沃平碼頭液壓塔入口處的看門人小屋（Gatekeeper's Lodge at entrance to Wapping Dock）
- 沃平盆地（Wapping Basin）

### 斯坦利船坞

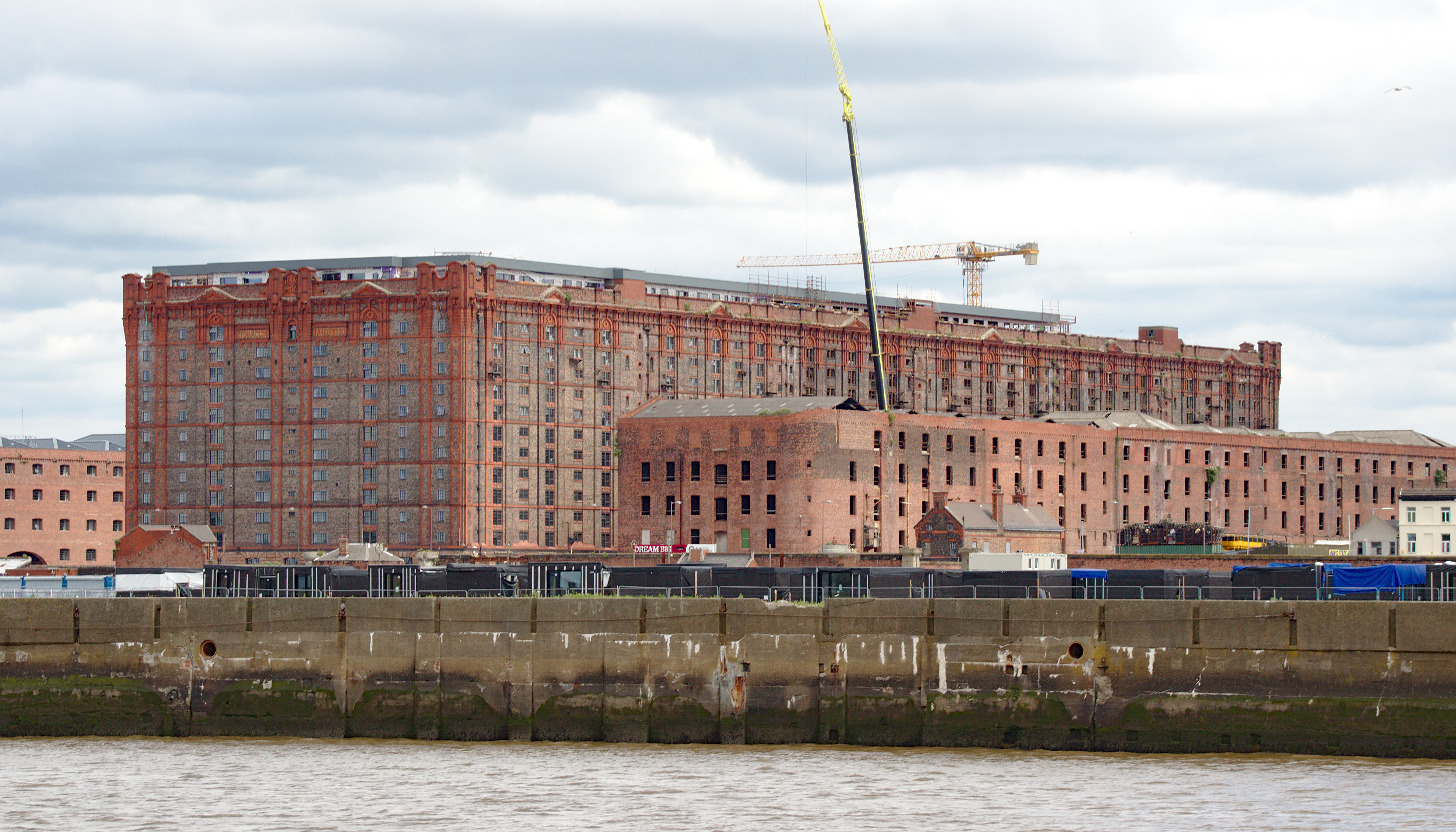
斯坦利碼頭煙草倉庫

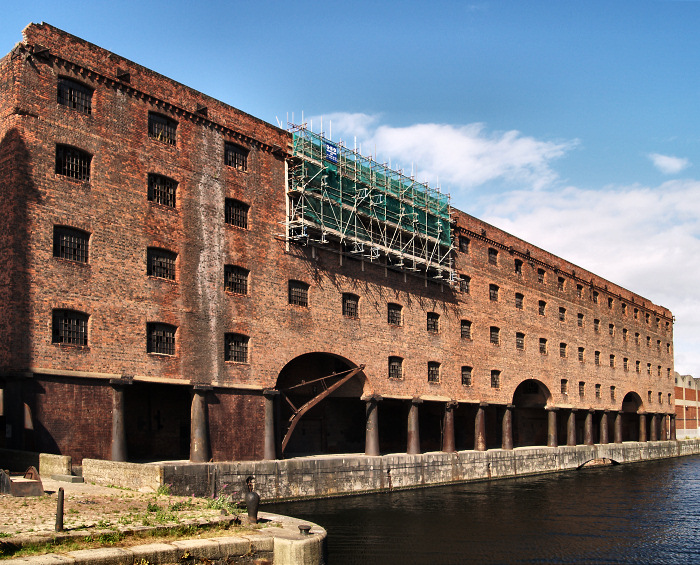
斯坦利碼頭煙草倉庫

斯坦利船坞（Stanley Dock）位於市中心的北面，拥有斯坦利船坞烟草仓库（Stanley Dock Tobacco Warehouse），在1901年兴建时曾是世界上面积最大的建筑，今天仍是世界上最大的砖砌建筑。
曾列入名單的建築物
- 斯坦利碼頭煙草倉庫（Stanley Dock Tobacco Warehouse）
- 維多利亞塔（Victoria Clock Tower）
- 斯坦利碼頭北側倉庫（Warehouse on North Side of Stanley Dock）
- 大霍華德街保稅茶葉倉庫（Bonded Tea Warehouse）
- 克拉倫斯旱塢（Clarence Graving Docks）
- 科林伍德碼頭到赫斯基森碼頭的邊界牆（Boundary Wall from Collingwood Dock to Huskisson Dock）
- 船長辦公室，索爾茲伯里碼頭（The Dock Master's Office, Salisbury Dock）
- 索爾茲伯里、科林伍德、斯坦利、納爾遜和布拉姆利-摩爾碼頭的擋土牆（Salisbury, Collingwood and Stanley, Nelson and Bramley-Moore Dock Retaining Walls）
- 斯坦利碼頭綜合大樓（Entrances to Stanley Dock Complex）
- 斯坦利碼頭以及利物浦運河之間的運河閘（Canal Locks between Stanley Dock and Leeds and Liverpool Canal）
- 王子碼頭邊界牆和碼頭（Princes Dock Boundary Wall and Pier）
- 斯坦利倉庫西側液壓塔（Hydraulic Tower West of North Stanley Warehouse ）
- 斯坦利煙草倉庫南側倉庫（Warehouse South of Stanley Tobacco Warehouse ）
- 滑鐵盧倉庫（Waterloo Warehouse）

### 公爵街

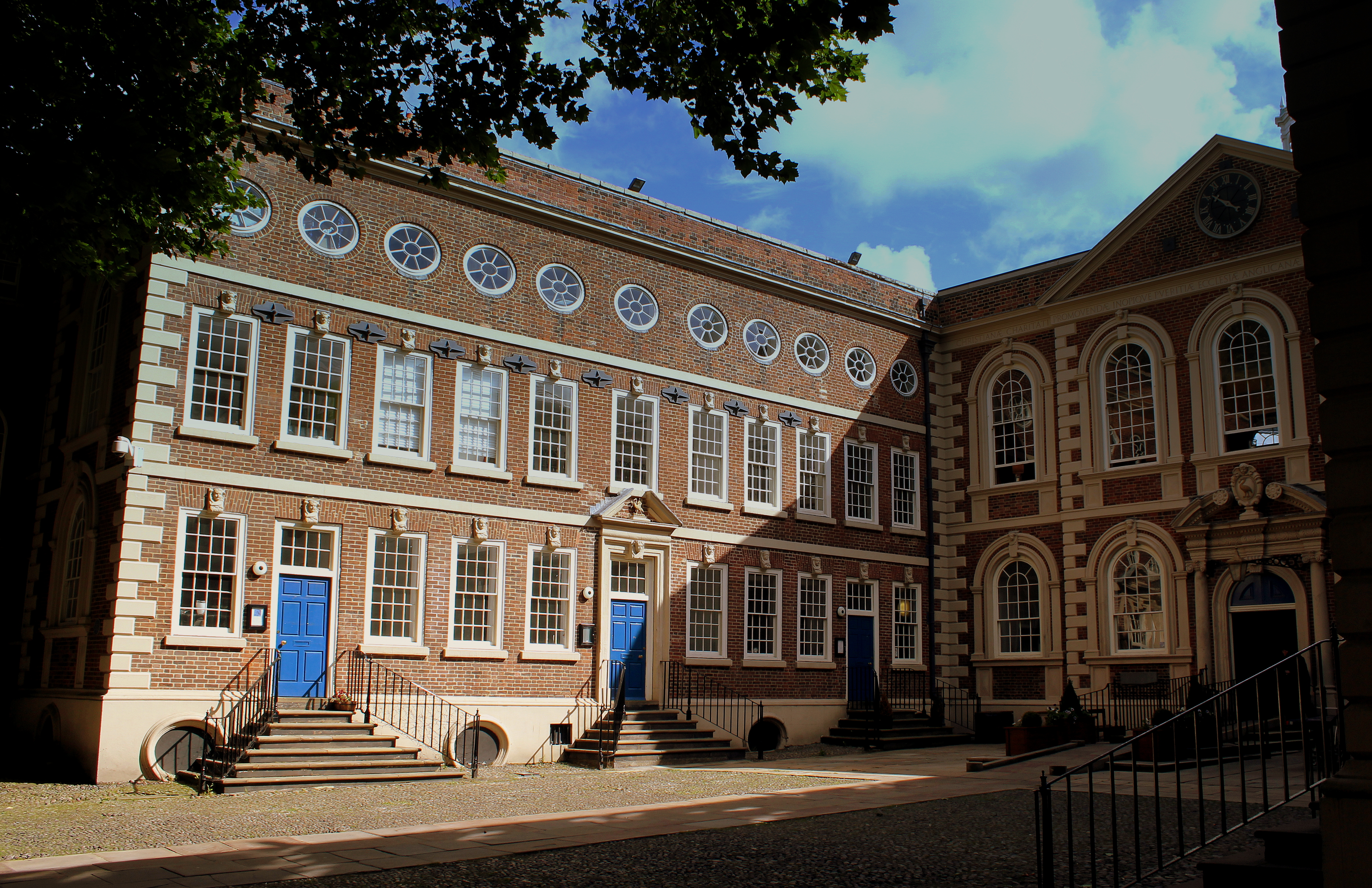
藍衣學校

公爵街（Duke Street）位於市中心西南部，當利物浦過去還是新興港口時，公爵街是該城市最早開發的地區之一，其中藍衣學校（Bluecoat Chambers）為利物浦市中心現存最古老的建築，其歷史可以追溯到1715年。
曾列入名單的建築物
- 藍衣學校（Bluecoat Chambers）
- 公爵街105號 (105 Duke Street)
- 新娘井（The Bridewell）
- 湯瑪斯·帕爾之屋與倉庫（Old Tom Parr House and Warehouse）
- 漢諾威街12號 (12 Hanover Street)
- 亞皆老街33號 (33 Argyle Street)

### 城堡街

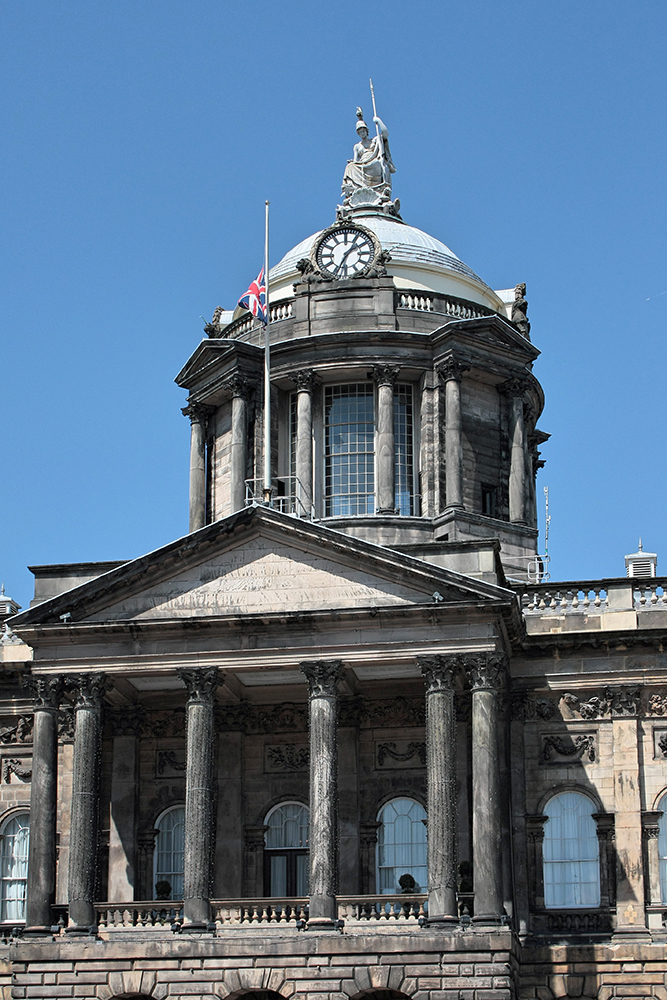
利物浦市政廳

城堡街（Castle Street）周圍區域是該市的商業活動中心，有著利物浦市政廳（Liverpool Town Hall）和被譽為「維多利亞建築的傑作」的英格蘭銀行大廈等多項公共設施。
曾列入名單的建築物
- 利物浦市政廳（Liverpool Town Hall）
- 英格蘭銀行大廈（Bank of England Building）
- 奧里爾錢伯斯大樓（Oriel Chambers）
- 審判酒店（Trials Hotel)
- 白星航運大樓· 阿爾比恩之家（White Star Building (Albion House)）
- 阿德菲銀行（Adelphi Bank）
- 國民威斯敏斯特銀行（National Westminster Bank）
- 利物浦和倫敦環球保險大樓（Liverpool and London Globe Insurance Building）
- 皇家保險大樓（Royal Insurance Building）
- 市政大廈（Municipal Buildings）
- 納爾遜紀念碑（Nelson Monument）
- 福勒大廈（Fowler’s Buildings）
- 塔樓（Tower Buildings）
- 馬丁斯銀行大樓（Barclays Bank）
- 諾維奇聯合大樓（Norwich Union Building）
- 海伍德銀行（Heywood's Bank）
- 哈格里夫斯大樓（Hargreaves Building）
- 城堡街 48-50號（48–50 Castle Street）
- 英國和外國海上保險公司大樓（British and Foreign Marine Insurance Company Building）
- 皇后保險大樓（Queen Insurance Building）
- 國家保險大樓（State Insurance Building）
- 聯合海洋大廈（Union Marine Buildings）
- 里格比大廈（Rigby's Buildings）
- 聖殿（The Temple）
- 保誠大樓（Prudential Assurance Building）
- 帝國商會（Imperial Chambers）
- 市政附件部（Municipal Annexe）
- 威斯敏斯特商會（Westminster Chambers）
- 市裁判法院（City Magistrates Court）
- 公爵街135–139號（135–139 Dale Street）
- 花崗岩大廈（Granite Buildings）
- 默西錢伯斯（Mersey Chambers）
- 維多利亞女王紀念碑（Monument to Queen Victoria）
- 中央大廈（Central Buildings）
- 北約翰街18–22 號（18–22 North John Street）
- 阿什克羅夫特大廈（Ashcroft Building）
- 聯合大廈（Union House）
- 杰羅姆和卡萊爾大廈（Jerome and Carlisle Buildings）
- 印度大廈（India Buildings）
- 綜合事故大樓（General Accident Building）

### 威廉布朗大街

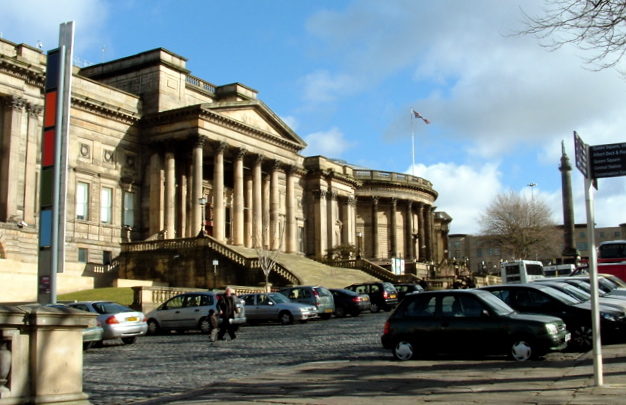
聖喬治大廳

威廉布朗大街（William Brown Street）周围区域被称为城市的文化区，因为此处拥有许多公共建筑，包括威廉布朗图书馆（William Brown Library）、步行者画廊、皮克顿阅览室（Picton Reading Rooms）和利物浦世界博物馆（World Museum Liverpool）。该地区占主导地位的是新古典主义建筑，其中最突出的是圣乔治大厅（St. George’s Hall）
曾列入名單的建築物
- 聖喬治大廳（St George's Hall）
- 威廉布朗圖書館和博物館（William Brown Library and Museum ）
- 皮克頓閱覽室和霍恩比圖書館（Picton Reading Room and Hornby Library）
- 縣議會大廈（County Sessions House ）
- 拜羅姆街技術與博物館擴建學院（College of Technology and Museum Extension）
- 韋爾斯利紀念碑（The Wellington Memorial）
- 斯特布爾噴泉（The Steble Fountain）
- 利物浦萊姆街站（Liverpool Lime Street station）
- 西北酒店（North Western Hotel, Liverpool）
- 帝國劇場（The Empire Theatre）
- 金鐘道隧道（Queensway Tunnel）
- 利物浦紀念碑（Liverpool Cenotaph）
- 聖約翰花園（St John's Gardens）
- 四臥石獅（Four Recumbent Stone Lions）
- 艾伯特親王騎馬雕像（Equestrian Statue of Prince Albert）
- 維多利亞女王騎馬雕像（Equestrian Statue of Queen Victoria）
- 班傑明·迪斯雷利伯爵雕像（Statue of the Earl of Beaconsfield）
- 厄爾少將雕像（Statue of Major-General Earle）
- 亞歷山大·巴爾福雕像（Statue of Alexander Balfour）
- 威廉·拉斯伯恩六世雕像（Statue of William Rathbone）
- 亞瑟·福伍德爵士雕像（Statue of Sir Arthur Bower Forwood）
- 威廉·格萊斯頓雕像（Statue of William Gladstone）
- 詹姆斯·紐金特主教雕像（Statue of Monsignor James Nugent）
- 佳能托馬斯萊斯特少校雕像（Statue of Canon T. Major Lester）
- 國王軍團雕像（Statue honouring the King's Liverpool Regiment）

## 撤銷世界遺產地位
2012年，聯合國教科文組織提出警告，如果皮爾集團（The Peel Group）在利物浦水域的海濱摩天大樓工程繼續進行，海事商城將喪失其世界遺產歷史的真實性。在警告的當時，利物浦海事商城已被列為瀕危世界遺產，再經五年後，教科文組織再次強調，鑑於當時的提案開發狀況來看，該地點有被除名世界遺產的風險。儘管一再警告，利物浦市議會仍繼續同意港區的開發，聲稱停止建造碼頭是不切實際的作法，也有些人則指出國際組織的警告與英國法律無法相容。
2021年2月，利物浦市議會的計畫委員會通過埃弗顿足球俱乐部（Everton F.C.）價值5億英鎊的布拉姆利摩爾碼頭體育場新建案，新足球场將坐落在利物浦港口水域的布拉姆利·摩爾碼頭（Bramley-Moore Dock）。英國房屋社區及地方政府事務大臣羅伯特·詹里克在3月表示不會干預此案。該計畫得以順利開路前進，特別是該足球體育場的設計具備某些特點，受到群眾的高度歡迎，民間意見調查顯示民眾的支持率接近百分百。但與此同時，一份政府報告發現該市相關部門在某些行政上程序混亂且未徹底執行，此份報告導致該市的幾位知名人士受到司法調查。
在2021年6月21日，在世界遺產委員會第44屆會議之前，聯合國機構發表一份報告草案，建議將利物浦海事商城從世界遺產名單中刪除，理由是英國政府及其地方不接受建議，繼續對該地區進行開發，將對世界遺產產生不利的影響。同年7月21日，世界遺產委員會進行投票，結果以13票對5票（有2票棄權），決定撤銷利物浦海事商業城在世界遺產的地位，理由是「不可逆地喪失世界遺產的普遍價值，傑出的遺產特色將因此無法呈現」。這是歷來第三個世界遺產地被聯合國教科文組織名單除名。